# Chiến Thắng, Lạng Sơn
Chiến Thắng là một xã thuộc tỉnh Lạng Sơn, Việt Nam.

## Địa lý
Xã Chiến Thắng nằm ở phía đông bắc huyện Chi Lăng, có vị trí địa lý:
- Phía đông giáp xã Vân An và huyện Lộc Bình
- Phía tây giáp các xã Vân Thủy và Bắc Thủy
- Phía nam giáp các xã Lâm Sơn và Liên Sơn
- Phía bắc giáp huyện Cao Lộc.

Xã Chiến Thắng có diện tích 40,44 km², dân số năm 1999 là 3.327 người, mật độ dân số đạt 82 người/km².
Theo thống kê năm 2019, xã Chiến Thắng có diện tích 40,44 km², dân số là 3.584 người, mật độ dân số đạt 87 người/km².

## Hành chính
Xã Chiến Thắng được chia thành 9 thôn: Nà Cải, Nà Dạ, Nà Nhì, Nà Tình, Nà Hà, Nà Lầm, Nà Pất, Pác Ma, Làng Thành.